# Laminacauda boliviensis
Laminacauda boliviensis är en spindelart som beskrevs av Alfred Frank Millidge 1985. Laminacauda boliviensis ingår i släktet Laminacauda och familjen täckvävarspindlar.
Artens utbredningsområde är Bolivia. Inga underarter finns listade i Catalogue of Life.